# آیت سیدی داوود
ایت سیدی داود (به فرانسوی: Ait Sidi Daoud) یک منطقهٔ مسکونی در مراکش است که در مراکش تانسیفت الحوز واقع شده‌است.

## خصوصیات
ایت سیدی داود ۱۹٬۲۸۶ نفر جمعیت دارد.